# Gardnerella vaginalis
La Gardnerella vaginalis és una espècie de bacteris anaeròbics facultatius amb tinció de Gram variable. Els organismes són petits (1,0-1,5 μm de diàmetre), coccobacils no mòbils i que no formen espores.
Va ser classificada com a Haemophilus vaginalis i després com a Corynebacterium vaginalis. La G. vaginalis creix com a colònies petites, circulars, convexes i grises sobre agar xocolata; també creix en agar HBT. Un medi selectiu per a G. vaginalis és l'agar sang colistina-àcid oxolínic.

## Importància clínica
La G. vaginalis està implicada, juntament amb altres bacteris, la majoria anaeròbics, en la vaginosi bacteriana d'algunes dones com a resultat d'una alteració de la microflora vaginal normal.